# Dizionario esplicativo della lingua georgiana
Il Dizionario esplicativo della lingua georgiana (georgiano: ქართული ენის განმარტებითი ლექსიკონი kartuli enis ganmart'ebiti leksik'oni, abbreviato in ქეგლ KEGL) è uno dei più importanti dizionari della lingua georgiana. Pubblicato tra il 1950 e il 1964, richiese la collaborazione di 150 persone tra filologi, scrittori e specialisti di vari ambiti, sotto la supervisione del linguista Arnold Chikobava. È stata la prima opera di documentazione sistematica del lessico georgiano. 
Il dizionario è monolingue, si compone di 8 volumi e contiene 112 949 lemmi, distribuiti come segue.
| Volume | Lettere                | Anno | Quantità di lemmi              |
| ------ | ---------------------- | ---- | ------------------------------ |
| I      | ა, ბ                   | 1950 |                                |
| II     | გ                      | 1951 |                                |
| III    | დ, ე                   | 1953 |                                |
| IV     | ვ, ზ, თ, ი, კ, ლ       | 1955 |                                |
| V      | მ, ნ                   | 1958 | 14541 parole, 1600 espressioni |
| VI     | ო, პ, ჟ, რ, ს, ტ, უ    | 1960 |                                |
| VII    | ფ, ქ, ღ, ყ, შ          | 1962 |                                |
| VIII   | ჩ, ც, ძ, წ, ჭ, ჯ, ხ, ჰ | 1964 |                                |

Il primo volume contiene anche una sommaria trattazione grammaticale scritta dallo stesso Chikobava.
La forma di citazione dei sostantivi è il nominativo singolare, quella dei verbi è la terza persona singolare del presente o del futuro. Il modo in cui vengono riportati i verbi costituisce la principale innovazione lessicografica del dizionario.

## Storia
La redazione del dizionario comportò la realizzazione di un grande schedario, in cui furono riportate tutte le parole attestate nelle opere degli autori georgiani del XIX secolo, nonché dei contemporanei dell'epoca. Tale schedario è in continuo aggiornamento (nel 1982 contava tre milioni di schede).
La pubblicazione del KEGL fu celebrata nel 1971 con l'assegnazione di un premio di stato al caporedattore Chikobava e ai redattori dei singoli volumi.
Nel 1986 il dizionario venne ripubblicato in una versione ridotta, composta da un solo volume, con una tiratura di 60 000 copie. Rispetto all'edizione originaria, quella ridotta conteneva la metà dei lemmi (circa 60 000): le spiegazioni delle parole furono snellite e furono tralasciati molti termini del lessico scientifico e dialettale, nonché molte parole straniere. Di contro, tuttavia, furono aggiunte quasi 800 nuove parole, apparse solo dopo la pubblicazione della versione in otto volumi. 
La richiesta per il dizionario fu enorme, tanto che nel 1990 ne fu fatta una ristampa, questa volta in due volumi (quest'ultima versione era il prototipo di quella in un volume del 1986).